# Tiberius Claudius Nero (Konsul 202 v. Chr.)
Tiberius Claudius Nero war ein dem Patriziergeschlecht der Claudier entstammender Politiker der Römischen Republik. Im Jahr 202 v. Chr. amtierte er als Konsul.

## Leben
Tiberius Claudius Nero war der Sohn eines Publius Claudius Nero, Enkel eines gleichnamigen Tiberius Claudius Nero, Urenkel des Zensors von 312 v. Chr., Appius Claudius Caecus, sowie Vetter des Konsuls von 207 v. Chr., Gaius Claudius Nero. Das erste bekannte Amt seines cursus honorum ist die Prätur, die er 204 v. Chr., also in der Spätphase des Zweiten Punischen Krieges, bekleidete. In dieser Funktion stand er mit einer Legion in seiner Provinz Sardinien und sandte von dort Getreide für die Soldaten von Publius Cornelius Scipio nach Nordafrika.
202 v. Chr. erreichte Tiberius Claudius Nero den Höhepunkt seiner Laufbahn, indem er in diesem Jahr gemeinsam mit Marcus Servilius Pulex Geminus Konsul wurde. Er erhielt Africa zur Provinz und sollte dorthin mit 50 Schiffen übersetzen, um zusammen mit Publius Cornelius Scipio den Oberbefehl gegen Hannibal auszuüben. Aber er ließ sich viel Zeit mit den notwendigen Rüstungen, geriet mit seiner Flotte bald nach der Abfahrt in einen heftigen Sturm und landete in Populonia, wo er auf das Abflauen des Sturms wartete. Er segelte dann über Elba und Korsika nach Sardinien, wo aber ein neuer Orkan tobte. Seine Schiffe erlitten schwere Schäden und Claudius Nero legte schließlich in Caralis (dem heutigen Cagliari) an. Er musste seine Schiffe reparieren lassen, doch mittlerweile war die Jahreszeit so weit fortgeschritten, dass der Winter vor der Tür stand. So fand die entscheidende Schlacht von Zama ohne Beteiligung von Claudius Nero statt. Da er keine Verlängerung seines Imperiums erhielt, hatte er seine Flotte als Privatmann nach Rom zurückzubringen.
Über das spätere Leben des Tiberius Claudius Nero liegt keine Überlieferung vor, außer er wird mit dem gleichnamigen Gesandten von 172 v. Chr. identifiziert, der bei dieser Mission u. a. Kleinasien und Rhodos aufsuchte.